# Chłopska Góra
Chłopska Góra (niem. Stenzelberg) – szczyt (516 m n.p.m.), w południowo-zachodniej Polsce, w Sudetach Środkowych, w Górach Sowich, w paśmie Działu Jawornickiego.
Wzniesienie położone jest w południowo-wschodniej części Działu Jawornickiego, około 0,6 km na północny zachód od centrum miejscowości Walim.
Rozległe kopulaste wzniesienie z niewyraźnie zaznaczonym szczytem, położone nad Walimką. Wzniesienie częściowo porośnięte lasem świerkowo-bukowym w partii szczytowej i po stronie północno-wschodniej, pozostałą część zboczy oraz podnóże wzniesienia zajmują: nieużytki, łąki i pastwiska.
U podnóża góry, na wschodnim zboczu pozostałości po dawnej linii kolejowej, którą Niemcy wykorzystywali w okresie II wojny światowej, do drążenia sztolni i budowy objętych tajemnicą obiektów militarnych w masywie Gór Sowich. Wzniesienie w okresie II wojny światowej objęte było szczególną tajemnicą przez III Rzeszę, w związku z budową kompleksu militarnego pod kryptonimem „Riese” (pol. „Olbrzym”).

## Szlaki turystyczne
Zachodnim zboczem Chłopskiej Góry przechodzi  szlak turystyczny z Bystrzycy Górnej do Zagórza Śląskiego.